# Електропривреда Републике Српске
«Електропривреда Републике Српске» (серб. Электроэнергетика Республіки Сербської) — боснійська державна електроенергетична компанія, найбільша в Республіці Сербській і друга за масштабами в Боснії та Герцеговині. Офіційна повна назва — Змішаний холдинг «Електропривреда Републике Српске» Материнське підприємство АТ «Требине» (серб. Мјешовити холдинг „Електропривреда Републике Српске“ Матично предузеће а. д. Требиње). Займається виробництвом електроенергії для Республіки Сербської і управлінням розподілу енергії. Генеральний директор — Браніслава Милекич (серб. Бранислава Милекић).

## Історія
«Електропривреда» була заснована 2 червня 1992 року за наказом Народної скупщини Республіки Сербської як суспільне підприємство. Власником материнської компанії є уряд Республіки Сербської. 30 грудня 2005 урядом було підписано розпорядження 02/I-020-60/06 у відповідності з «Законом про підприємства» і «Законом про громадських підприємствах»: «Електропривреда» була перетворена на змішаний холдинг з материнською компанією і 11 дочірніми компаніями.

## Структура
До складу компанії входять материнська компанія і 11 дочірніх: п'ять з них займаються виробництвом електроенергії, п'ять — розподілом електроенергії, ще однією є Електроенергетичний центр досліджень і розробок (серб. Истраживачко-развојни центар електроенергетике).
- Структура капіталу кожної з 11 дочірніх компаній:
  - 65 % — капітал материнської компанії
  - 20 % — ваучери
  - 10 % — у приватних осіб
  - 5 % — реституція
- Структура капіталу Центру:
  - 14 % — державний капітал
  - 51 % — капітал материнської компанії
  - 20 % — ваучери
  - 10 % — у приватних осіб
  - 5 % — реституція
- Весь капітал материнської компанії державі.

Розподілом електроенергетики займаються:
- АТ «Електрокрајина» (місто Баня Лука)
- АТ «Електро Добој» (місто Добой)
- АТ «Електро Бијељина» (місто Бієліна)
- АТ «Електродистрибуција Пале» (місто Пале)
- АТ «Електрохерцеговина» (місто Требинє)